# Glossotrophia similata
Glossotrophia similata is een vlinder uit de familie spanners (Geometridae). De wetenschappelijke naam van deze soort is voor het eerst geldig gepubliceerd in 1924 door Le Cerf.
De soort komt voor in tropisch Afrika.